# Videojoc multijugador massiu en línia
Videojoc multijugador massiu en línia (en anglès massively multiplayer online game, també anomenat MMOG o simplement MMO) és un gènere de videojoc en línia en el qual poden participar un gran nombre de jugadors de manera simultània.
Per necessitat, es juguen per Internet, i els jugadors desenvolupen un món virtual. Tanmateix, no són jocs necessàriament jugats amb ordinadors, ja que la majoria de consoles com la PlayStation Portable, la PlayStation 3, l'Xbox 360, la Nintendo DS i la Wii poden accedir a Internet i per això poden executar jocs d'MMO.
Els tipus més freqüents de jocs multijugador són:
- Videojoc de rol massiu o MMORPG, com el World of Warcraft
- Videojoc d'acció en primera persona, com el PlanetSide
- Videojoc d'estratègia en temps real, com el Travian
- Videojoc de curses, com el Need for Speed: World
- Cartes col·leccionables, com el Spectromancer
- De simulació, com The Sims Online

## Història

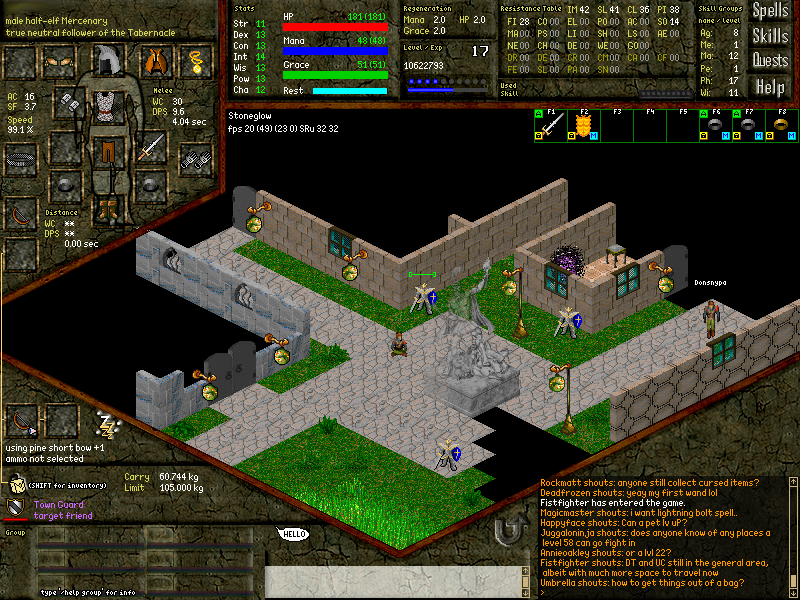
Diverses persones xategen i juguen en línia al MMORPG Daimonin.

El tipus més popular de MMOG, i el subgènere que va ser pioner en la categoria, és el videojoc de rol massiu (MMORPG), que descendien dels jocs d'aventura i MUD de mainframes de les universitats com el cas de Rogue i Dungeon al PDP-10. Aquests jocs van precedir la indústria dels videojocs comercials i a Internet, però presentaven mons persistents i altres elements de MMOGs que encara es fan servir avui en dia.
El primer MMOG gràfic, i una fita important en la creació del gènere, va ser el joc de simulació de combat en vol multijugador Air Warrior de Kesmai en el servei en línia GEnie, que va aparèixer per primera vegada el 1986. Posteriorment, Kesmai va afegir gràfics en 3D al joc, convertint-se en el primer MMO 3D.
Els MMORPG comercials van obtenir acceptació a finals dels anys vuitanta i principis dels noranta. El gènere va ser pioner a través de la sèrie GemStone a GEnie, que també va crear Kesmai, i Neverwinter Nights, el primer joc que inclourà els gràfics, que va debutar amb AOL el 1991.
A mesura que els desenvolupadors de videojocs van aplicar les idees MMOG a altres gèneres d'ordinadors i videojocs, van començar a desenvolupar noves sigles, com ara els MMORTS. MMOG va sorgir com un terme genèric per cobrir aquesta classe de jocs creixent.
Els debuts de The Realm Online, Meridian 59 (el primer MMORPG en 3D), Ultima Online, Underlight i EverQuest a finals dels noranta va popularitzar el gènere MMORPG. El creixement de la tecnologia va suposar que, quan el 1991, Neverwinter Nights estigués limitat a 50 jugadors simultanis (un nombre que va arribar a ser de 500 el 1995), l'any 2000 una multitud de MMORPG servien a milers de jugadors simultanis i donaven pas a jocs. com World of Warcraft i EVE Online.
Malgrat el focus del gènere en els jocs multijugador, els personatges controlats per IA encara són comuns. Els NPCs i mobs els que ofereixen missions o serveixen com a contrincants són típics en els MMORPG. Els personatges controlats per IA no són tan habituals en MMOG basats en acció.
La popularitat dels MMOGs es va restringir majoritàriament al mercat dels jocs d'ordinador fins a les consoles de sisena generació, amb el llançament de Phantasy Star Online a Dreamcast i l'aparició i el creixement del servei en línia Xbox Live. Hi ha hagut un nombre de MMOG de les consoles, incloent-hi EverQuest Online Adventures (PlayStation 2), i la multiconsola Final Fantasy XI. En PC, el mercat MMOG sempre ha estat dominat per l'èxit dels MMORPGs de fantasia.
Els MMOGs només van entrar en el mercat de la telefonia mòbil. El primer, Samurai Romanesque al Japó feudal, va ser llançat el 2001 a la xarxa iMode de NTT DoCoMo al Japó. Els desenvolupaments més recents són TibiaME de CipSoft i MicroMonster de Biting Bit que disposa de jocs multijugador en línia i bluetooth. SmartCell Technology està en desenvolupament de Shadow of Legend, que permetrà als jugadors continuar el seu joc al seu dispositiu mòbil quan estiguin fora del seu PC.
La ciència-ficció també ha estat un tema popular, amb jocs com OGame, llençat en 2002 sent el primer joc que va mostrar que es podia fer un joc de simulació altament addictiu de manera barata Hi ha versions en nombrosos idiomes. Mankind, Anarchy Online, Eve Online, Star Wars Galaxies i The Matrix Online.
El desembre de 2003, els MMOGs van sorgir de la comunitat gamer hard core cap al corrent principal amb una anàlisi al Financial Times mesurant el valor de la propietat virtual en el llavors MMOG més gran, EverQuest, per obtenir un PIB per capita de 2.266 dòlars que hauria situat el món virtual d'EverQuest com la 77a nació més rica, igual que Croàcia, Equador i Tunísia o Vietnam.
World of Warcraft és un MMOG que dominava amb 8-9 milions d'abonats mensuals a tot el món el juny de 2015. La base de subscriptors es va reduir en 1 milió després de l'expansió Wrath of the Lich King, portant-la a 9 milions de subscriptors el 2010, tot i que va romandre el títol occidental més popular entre els MMOGs. El 2008, la despesa dels consumidors occidentals a World of Warcraft va representar una quota del 58% del mercat de subscripció MMOG el 2009. El títol ha generat més de 2.200 milions de dòlars en despeses de consum acumulades en subscripcions des del 2005 fins al 2009.